# Aki Tonoike
Aki Tonoike (jap. 外ノ池亜希 Tonoike Aki; ur. 3 marca 1979 w Tatsuno) – japońska łyżwiarka szybka, mistrzyni świata juniorów.

## Kariera
Pierwszy sukces w karierze Aki Tonoike osiągnęła w 1996 roku, kiedy zdobyła brązowy medal w wieloboju podczas mistrzostw świata juniorów w Calgary. W zawodach tych lepsze okazały się jedynie Niemka Anni Friesinger oraz Renate Groenewold z Holandii. Na rozgrywanych dwa lata później mistrzostwach świata juniorów w Roseville w tej samej konkurencji była najlepsza. Nigdy nie zdobyła medalu w kategorii seniorek; jej najlepszym wynikiem było czwarte miejsce wywalczone podczas sprinterskich mistrzostw świata w Inzell. Walkę o podium przegrała tam z Kanadyjką Catrioną Le May Doan. Wielokrotnie stawała na podium zawodów Pucharu Świata, odnosząc przy tym trzy zwycięstwa: 17 grudnia 2000 roku w Nagano była najlepsza na 500 m, a 2 marca 2002 roku w Oslo wygrywała na 500 i 1000 m. Najlepsze wyniki osiągnęła w sezonie 2001/2002, kiedy zajęła trzecie miejsce w klasyfikacji końcowej 1000 m. Wyprzedziły ją jedynie Niemka Sabine Völker oraz Jennifer Rodriguez z USA. W 1998 roku wzięła udział w igrzyskach olimpijskich w Nagano, zajmując 16. miejsce w biegu na 1500 m. Na rozgrywanych cztery lata później igrzyskach w Salt Lake City jej najlepszym wynikiem było siódme miejsce w biegu na 1000 m. Brała też udział w igrzyskach olimpijskich w Turynie w 2006 roku, gdzie w swoim jedynym starcie, na dystansie 1000 m, zajęła siedemnastą pozycję. W 2006 roku zakończyła karierę.